# 南广寺

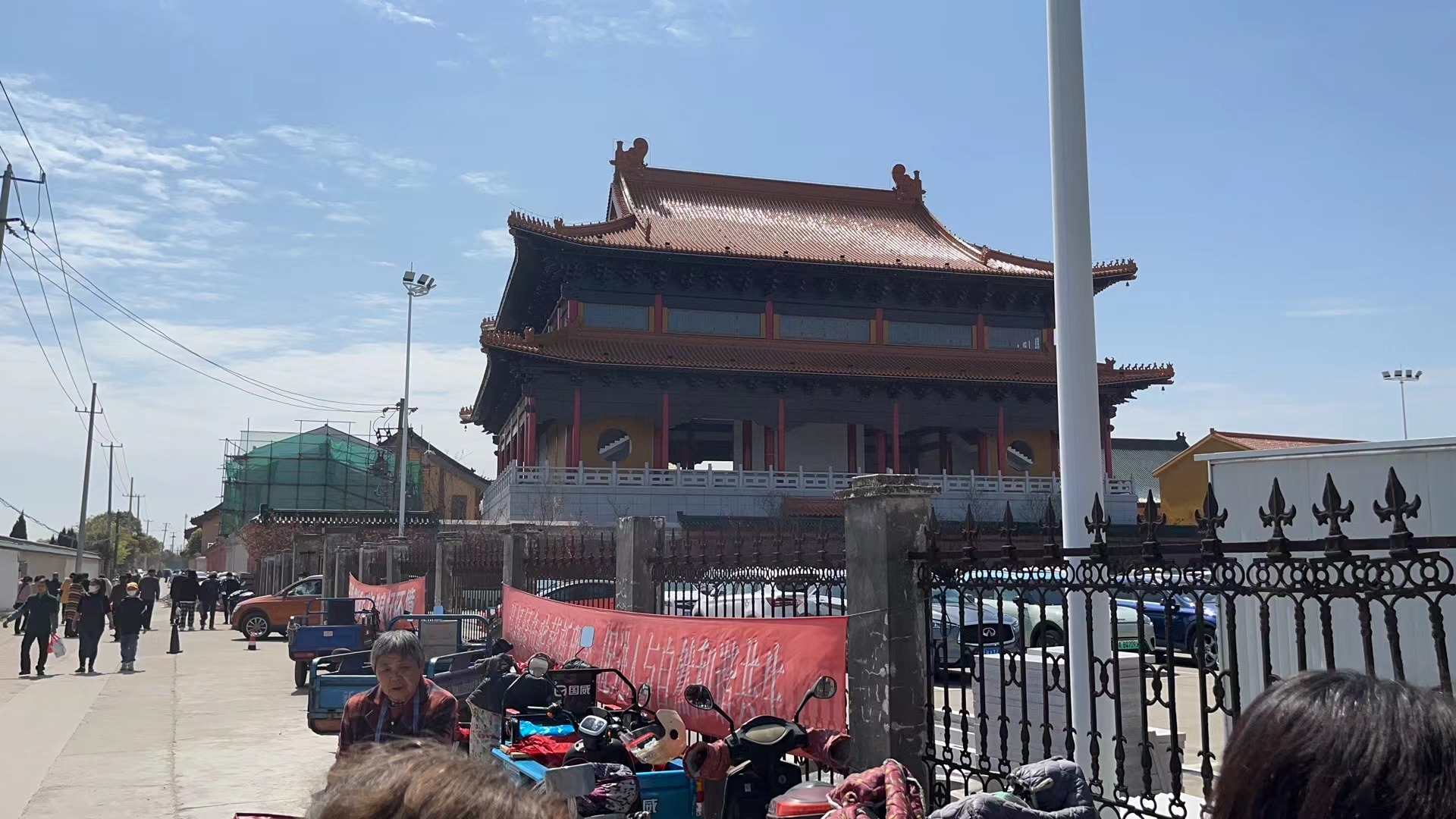
南廣寺

南广寺是位於中華人民共和國江蘇省太倉市的一個佛教寺廟，始建于南宋绍兴二年（1132年），元朝至正年間重修。明朝洪武年間定名南广教寺。王世贞去世後弇山園的大部分建筑木料捐给了南广寺，用於修建天王殿。清朝顺治十四年（1657年）南广教寺又大修，寺廟前有进山门，天王殿中供奉弥勒像，两侧为四大金刚。后为大雄宝殿，并筑有僧纳骨塔一座。中華民國時，寺廟內僧侣只有三、四人。1958年后，残留建筑大部分拆除。清朝時期的塔院祠堂仍舊留存。1993年，南广寺恢復開放並且重新修建。